# Yōko Shimomura

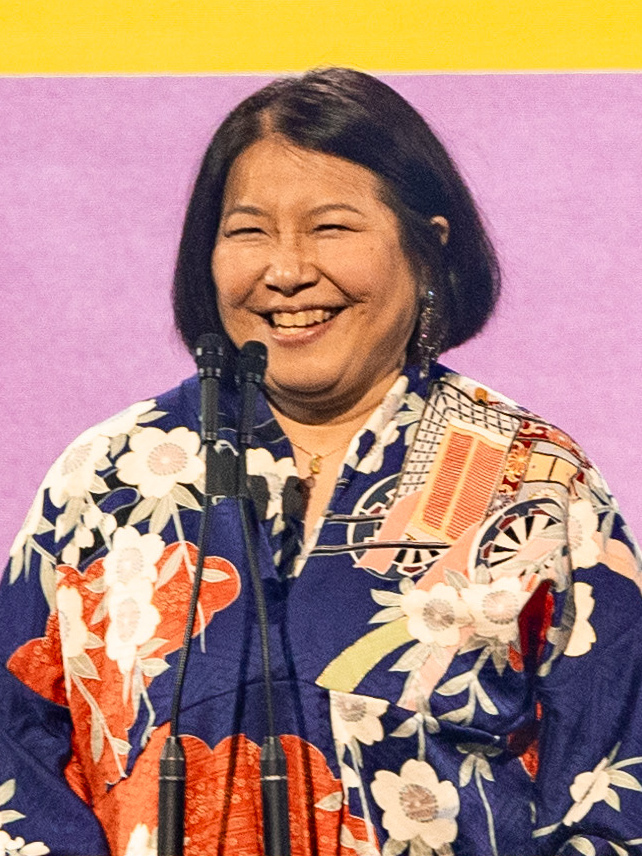
Yōko Shimomura 2024

Yōko Shimomura (jap. 下村 陽子, Shimomura Yōko; * 19. Oktober 1967 in der Präfektur Hyōgo) ist eine japanische Komponistin von Videospielmusik. Sie wurde bereits als „die berühmteste weibliche Videospielmusikkomponistin der Welt“ beschrieben. Sie arbeitet in der Videospielindustrie seit ihrem Abschluss des Osaka College of Music im Jahr 1988. Seit damals bis 1993 arbeitete sie für Capcom, wo sie ganze oder Teile von Soundtracks für 16 Spiele, inklusive Final Fight und Street Fighter II komponierte.
Von 1993 bis 2002 arbeitete Shimomura für Square (jetzt Square Enix), wo sie für weitere zehn Spiele komponierte. Während sie bei Square arbeitete, war sie am meisten für ihre Arbeit an dem Soundtrack von Kingdom Hearts bekannt, das ihr letztes Spiel war, bevor sie die Firma verließ. Angefangen mit Mario & Luigi: Superstar Saga, begann sie als aktive Freiberuflerin zu arbeiten und schrieb für über ein Dutzend Spieletitel.
Ihre Arbeiten brachten ihr eine große Popularität und wurden in vielen Videospielmusikkonzerten aufgeführt, inklusive Sinfonia Drammatica, das zur Hälfte auf ihrem „Greatest Hits“ Album, Drammatica: The Very Best of Yoko Shimomura und zur anderen Hälfte auf der Musik vorangegangener Konzerte basierte. Musik von mehreren ihrer Spiele wurden als arrangierte Alben und als Klavierpartituren veröffentlicht.

## Biografie

### Frühes Leben
Yōko Shimomura wurde in der Präfektur Hyōgo in Japan am 19. Oktober 1967 geboren. Sie entwickelte ein Interesse an Musik bereits in jungen Jahren und begann Klavierstunden „im Alter von vier oder fünf“ zu nehmen. Ihre eigene Musik begann sie beim wahllosen Spielen des Klaviers zu komponieren. Shimomura schrieb sich am Osaka College of Music ein und erlangte 1988 einen Abschluss als Hauptpianistin. Nach dem Abschluss wollte Shimomura Klavierlehrerin werden. Da sie allerdings seit vielen Jahren eine begeisterte Videospielspielerin war, entschied sie sich dazu ein paar ihrer Samples ihrer Arbeit an verschiedene Videospielunternehmen zu senden, die an der Universität rekrutierten. Die Firma Capcom lud sie zu einer Anhörung und einem Vorstellungsgespräch ein und bot ihr daraufhin eine Anstellung an. Ihre Familie und ihre Lehrer waren bestürzt, da Videospielmusikkomponisten nicht sehr respektiert wurden und sie nicht verstehen konnten, warum sie, nachdem sie ihr eine so teure Musikschule bezahlt hatten, so einen Job annehmen würde. Sie nahm den Job bei Capcom aber trotzdem an.

### Karriere
Während sie für Capcom arbeitete, trug sie zu Soundtracks von 17 verschiedenen Spielen bei, inklusive des erfolgreichen Street Fighter II, bei dem sie alle bis auf drei Stücke komponierte. Der erste Soundtrack an dem sie für die Firma arbeitete, war Samurai Sword im Jahr 1988. Final Fight, im Jahr 1989, war ihre erste Arbeit, die eine eigene Soundtrack-Album Veröffentlichung auf einem Album von mehreren Capcom-Spielen bekam. Das erste Album, das exklusiv nur ihre Arbeit enthielt, kam ein Jahr später und basierte auf Street Fighter II. Während sich ihre Tätigkeit bei Capcom am Anfang auf die Arbeit an Spielen für Spielkonsolen konzentriert, wechselte sie 1990 in die Arcade-Spiel-Abteilung. Sie war ein Mitglied der firmeneigenen Band namens Alph Lyla, die Videospielmusik von Capcom inklusive Stücke, die von Shimomura geschrieben waren, aufführte. Sie spielte live mit der Gruppe bei einigen Veranstaltungen und spielte auch Klavier beim Erstauftritt der Alph Lyla auf dem Game Music Festival 1992.
1993 wechselte Shimomura zu einer anderen Spielefirma namens Square (heute Square Enix), weil sie daran interessiert war klassische Musik für Rollenspiele zu komponieren. Bei Capcom war sie im Arcade-Spieleteam beschäftigt und konnte nicht ins Konsolenspieleteam wechseln, um an der Rollenspieleserie Breath of Fire mitzuarbeiten, obwohl sie ein Musikstück zu dem ersten Spiel in der Serie beigetragen hatte. Ihr erstes Projekt in der neuen Firma war der Score für das Rollenspiel Live A Live 1994. Während sie in den folgenden Jahren an dem Score zu Super Mario RPG: Legend of the Seven Stars arbeitete, wurde sie gefragt, ob sie mit Noriko Matsueda an der Musik zu dem futuristischen Strategie-Rollenspiel Front Mission zusammenzuarbeiten würde. Obwohl sie nach eigenen Aussagen überlastet wäre beim gleichzeitigen Programmieren von beiden Scores und es eigentlich nicht ihr Genre war, an dem sie interessiert war, konnte sie im Beisein von Square-Präsident Tetsuo Mizuno nicht ablehnen. Auf diese Spiele folgten Tobal No. 1, der letzte Score an dem sie mit einem anderen Komponisten zusammenarbeitete für über ein Jahrzehnt.
Während der nächsten Jahre komponierte sie den Soundtrack für mehrere Spiele, inklusive Parasite Eve und Legend of Mana. Von all ihren Kompositionen betrachtet Shimomura den Soundtrack zu Legend of Mana als denjenigen, der sie am besten repräsentiert. Parasite Eve auf der PlayStation war der erste Soundtrack von Shimomura mit einem Gesangsstück, da die Hardware der vorigen Titel dies nicht unterstützte. Im Jahr 2002 schrieb sie einen Score für Kingdom Hearts, der, wie sie sagt, der speziellste Soundtrack für sie ist und auch ein Wendepunkt in ihrer Karriere darstellt. Sie bezeichnet die Soundtracks zu Street Fighter II und Super Mario RPG als die anderen zwei signifikanten Wendepunkte in ihrem Leben als Komponistin.
Kingdom Hearts war sehr erfolgreich und verkaufte sich mehr als vier Millionen Mal weltweit. Shimomuras Musik wurde regelmäßig als eines der Highlights des Spiels genannt und das Titellied wurde als viertbestes Rollenspiel-Titellied aller Zeiten eingestuft. Der Soundtrack führte zu zwei Alben mit Klavier-Arrangements. Kingdom Hearts war der letzte Soundtrack an dem sie bei Square arbeitete. Nach der Veröffentlichung von Kingdom Hearts im Jahr 2002 verließ Shimomura Square für einen Mutterschaftsurlaub und begann ab 2003 als Freiberuflerin zu arbeiten. Sie baute auf den Arbeiten, die sie bei Square tat auf. Seit dem Verlassen komponierte sie für elf Kingdom-Hearts-Spiele und Nintendos Mario-&-Luigi-Serie. Sie arbeitete auch an vielen anderen Projekten, wie Heroes of Mana und Final Fantasy XV. Momentan arbeitet sie am Score für Kingdom Hearts IV.

## Wirkung
Nach der Komposition von Soundtracks zu über 45 verschiedenen Spielen, wurde Shimomura zu einer der größten Namen in der Videospielmusikszene und wurde als „die berühmteste weibliche Videospielmusikkomponistin der Welt“ bezeichnet. Im März 2008 wurde Shimomuras Best-of-Album Drammatica: The Very Best of Yoko Shimomura veröffentlicht und enthielt ihre Kompositionen von Kingdom Hearts und anderen Spielen voll orchestriert. Es enthält Musik von Final Fantasy XV, Live A Live, Kingdom Hearts, Front Mission, Legend of Mana und Heroes of Mana. Shimomura gab an, dass sie Musik wählte, die unter Fans beliebt und gut geeignet für Orchestrierungen war, aber nie in einem Orchester aufgeführt worden waren. In einem Interview 2008 mit Music4Games das Projekt betreffend, kommentierte Shimomura, dass sie daran interessiert wäre, dass mit den Notenblättern, die für das Projekt geschrieben wurden, eine Liveauftritt von Drammatica für Fans gemacht werden würde, sollte die Gelegenheit sich ergeben. Ihr Album war vom WDR Funkhausorchester Köln unter der Leitung von Eckehard Stier eingespielt worden. Am 19. März 2009 wurde der Wunsch Wirklichkeit als angekündigt wurde, dass Arnie Roth das Royal Stockholm Philharmonic Orchestra bei dem Konzert Sinfonia Drammatica im Stockholmer Konzerthaus leiten würde, welches Musik von dem Album mit Aufführungen von Chris Hülsbecks Konzert Symphonic Shades kombinierte. Das Konzert fand am 4. August 2009 statt. Am 27. März 2007 veröffentlichte Shimomura ihr erstes nicht auf Videospielmusik basierende Album namens Murmur – ein Album mit von der japanischen Sängerin Chata gesungenen Liedern.
Musik geschrieben von Yōko Shimomura für Kingdom Hearts machte ein Viertel der Musik des Konzerts Symphonic Fantasies – music from Square Enix im September 2009 aus, das als Teil der Game-Concerts-Reihe in Köln aufgeführt wurde. Auch das Titellied von Legend of Mana wurde gespielt und zwar von dem australischen Eminence Symphony Orchester auf ihrem Musikkonzert für klassische Musik A Night in Fantasia 2007.
Musik von dem originalen Soundtrack von Legend of Mana wurde für das Klavier arrangiert und von DOREMI Music Publishing veröffentlicht. Zwei Musiksammelwerke von Serien wurden ebenfalls veröffentlicht als Seiken Densetsu Best Collection Piano Solo Sheet Music erste und zweite Ausgabe, inklusive Shimomuras Lieder von Legend of Mana in der zweiten. Alle Stücke darin wurden von Asako Niwa als mittelschwere Klavier-Solos neu geschrieben, obwohl sie sich so ähnlich wie die originale Stücken anhören sollten wie möglich. Zusätzlich wurden Klavier-Notenblätter von Kingdom Hearts und Kingdom Hearts II als Musikbücher veröffentlicht von Yamaha Music Media.

## Musikalischer Stil und Einflüsse
Shimomura listet Ludwig van Beethoven, Frédéric Chopin und Maurice Ravel als eine ihrer Einflüsse auf ihrer persönlichen Website. Sie gab außerdem an, dass sie den „Lounge-Style Jazz“ lange Zeit genoss. Trotz der Einflüsse und ihrer klassischen Ausbildung benutzte sie während ihrer Karriere verschiedene musikalische Stile wie „Rock, Elektro, orientalische Musik, Ambient, Industrial, Pop, Symphonic Metal, Chiptune und weitere“. Sie zieht Inspirationen für ihre Lieder aus Dingen in ihrem Leben, die sie emotional bewegt haben. Diese beschreibt sie als „ein wunderschönes Bild, eine Szene, etwas das köstlich schmeckt, Düfte die vergangene Erinnerungen zurückbringen, fröhliche und traurige Dinge…. Alles das die Emotion verändert, gibt mir Inspiration.“ Shimomura gab außerdem an, dass ihr die meisten Lieder einfallen, wenn sie etwas tut, das „nicht Teil [ihrer] täglichen Routine, wie etwa Reisen, ist.“ Obwohl ihre Einflüsse meistens klassisch sind, sagte sie, dass ihrer Meinung nach „ihr Style sich über die Jahre dramatisch verändert hat, doch die Passion für die Musik ist die gleiche geblieben.“ Shimomura sagte aus, dass sie glaubt, dass es ein wichtiger Teil des „kreativen Prozesses hinter Musik“ ist, eine „subtile Nachricht zu übermitteln – etwas das von deiner Vorstellung kommt und am Zuhörer haften bleibt ohne dabei zu spezifisch zu sein, was es genau meint“. Ihr Lieblingsmusikstück ihrer eigenen Werke ist „Dearly Beloved“ von Kingdom Hearts.

## Diskografie

### Computer-/Videospiele
Kompositionen
- Samurai Sword (Famicom Disk System) (1988)
- Final Fight (1989) (kleinere Rolle) – mit Yoshihiro Sakaguchi (keine namentliche Erwähnung)
- Code Name: Viper (1990) (Alle Lieder mit Ausnahme von Stage 1) (keine namentliche Erwähnung) – mit Junko Tamiya
- Adventure Quiz Capcom World: Hatena no Daibouken (1990) (Minor role) – with Yoshihiro Sakaguchi, Manami Matsumae, Junko Tamiya, Hiromitsu Takaoka, and G. Morita (keine namentliche Erwähnung)
- Gargoyle’s Quest (1990) (kleinere Rolle) – mit Harumi Fujita (keine namentliche Erwähnung)
- Adventures in the Magic Kingdom (1990)
- Mizushima Shinji no Daikoushien (1990)
- Nemo (1990)
- Mahjong School: The Super O Version (1990) (kleinere Rolle) – mit Masaki Izutani (keine namentliche Erwähnung)
- Street Fighter II (1991) – mit Isao Abe
- Buster Bros. (PC Engine) (1991) – mit Tamayo Kawamoto
- The King of Dragons (1991)
- Block Block (1991) – mit Masaki Izutani
- Varth: Operation Thunderstorm (1992) (kleinere Rolle) – mit Masaki Izutani
- Mega Man 5 (1992) (Komponierte nur „Dr. Wily Stage“) (keine namentliche Erwähnung)
- Breath of Fire (1993) – mit Yasuaki Fujita, Minae Fujii und Mari Yamaguchi (Komponierte nur „Trade City“)
- The Punisher (1993) – mit Isao Abe
- Live A Live (1994)
- Front Mission (1995) – mit Noriko Matsueda
- Super Mario RPG: Legend of the Seven Stars (1996)
- Tobal No. 1 (1996) – mit vielen weiteren
- Parasite Eve (1998)
- Legend of Mana (1999)
- Chocobo Stallion (1999)
- Hataraku Chocobo (2000)
- Kingdom Hearts (2002)
- Mario & Luigi: Superstar Saga (2003)
- Kingdom Hearts: Chain of Memories (2004)
- Pop’n Music Carnival (13) (2005) – (Komponierte nur „Majestic Fire“)
- Mario & Luigi: Zusammen durch die Zeit (2005)
- Kingdom Hearts II (2005)
- Monster Kingdom: Jewel Summoner (2006) – mit vielen weiteren
- Heroes of Mana (2007)
- Luminous Arc 2 (2008) – mit Akari Kaida, Yoshino Aoki und Shunsuke Nakamura
- Mario & Luigi: Abenteuer Bowser (2009)
- Kingdom Hearts 358/2 Days (2009)
- Pop’n Music The Movie (17) (2009) – mit vielen weiteren
- Kingdom Hearts Birth by Sleep (2010) – mit Tsuyoshi Sekito und Takeharu Ishimoto
- Kingdom Hearts coded (2010)
- Xenoblade Chronicles (2010) – mit ACE+, Manami Kiyota und Yasunori Mitsuda
- Last Ranker (2010)
- Kingdom Hearts Re:coded (2010)
- Radiant Historia (2010)[22]
- The 3rd Birthday (2010) – mit Tsuyoshi Sekito und Mitsuto Suzuki
- Half-Minute Hero II (2011) – mit vielen weiteren
- Kingdom Hearts 3D: Dream Drop Distance (2012) – mit Tsuyoshi Sekito und Takeharu Ishimoto
- Demons' Score (2012) – (Komponierte nur „Azazel del cielo ardiente“)
- Mario & Luigi: Dream Team Bros. (2013)[23]
- Exstetra (2013) – mit vielen weiteren
- Rise of Mana (2014) – (Komponierte nur „Where the Heart Beats Free“)[24]
- Terra Battle (2014)  – (Komponierte nur 3 Lieder)
- Chronos Ring (2015) – gemeinsam mit Kenji Ito und Evan Call[25]
- Chunithm: Seelisch Tact (2015) – (Komponierte nur „Tango Rouge“)
- Kakuriyo no Mon (2015) – (Komponierte nur „異邦の守護者“)[26]
- Mario & Luigi: Paper Jam Bros. (2015)
- V.D. Vanishment Day (2016)
- Final Fantasy XV (2016)
- Kingdom Hearts III (2019)
- Xenoblade Chronicles: Definitive Edition (2020)[27]

Arrangements
- F-1 Dream (PC Engine) (1989) – Original Soundtrack von Manami Matsumae
- Sweet Home (1989) – Original Soundtrack von Junko Tamiya
- Super Smash Bros. Brawl (2008) – „Tetris: Type A“, „Gritzy Desert“ und „King Dededes Thema“
- Little King’s Story (2009) – Verantwortlich für das Arrangement von Maurice Ravels Boléro.
- Super Smash Bros. for Nintendo 3DS and Wii U (2014) – arrangierte „Magicant / Eight Melodies“ (aus Mother), „Try, Try Again“ (aus Mario & Luigi: Dream Team Bros.), „Route 10“ (aus Pokémon Black and White) und „Ryu Stage“ (aus Street Fighter II)

### Andere Werke
- Parasite Eve Remixes (1998)
- Phantasy Star Online Episode I & II Premium Arrange (2004) – mit vielen weiteren
- Dark Chronicle Premium Arrange (2004) – mit vielen weiteren
- Dan Doh!! (2004)
- Best Student Council (2005)
- Rogue Galaxy Premium Arrange (2006) – mit vielen weiteren
- Murmur (2007) – Originalalbum mit Lyrics und Gesangspart von Chata
- Drammatica: The Very Best of Yoko Shimomura (2008)
- Mushihimesama Double Arrange Album (2009)
- GO! GO! Buriki Daioh!! (2012)
- GeOnDan RareTrax the LAST (2012) – mit vielen weiteren
- Nocturne (2019)
- Merregnon: Land of Silence (2021)